# National Statuary Hall

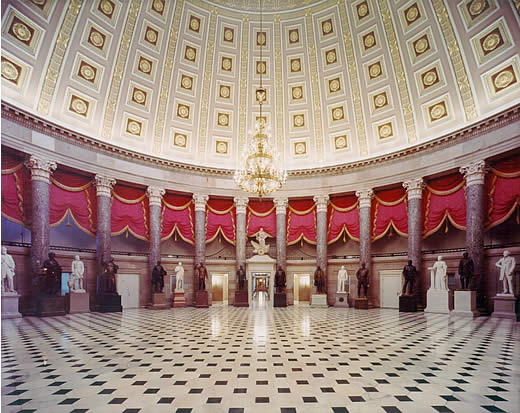
National Statuary Hall

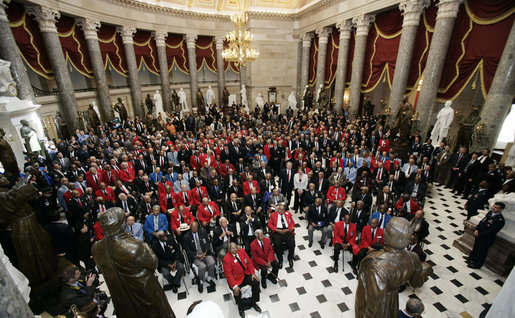
Mitglieder des 99th Fighter Squadron der Tuskegee Airmen, des ersten afroamerikanischen Geschwaders der Vereinigten Staaten, bei einer Ehrung in der National Statuary Hall, 2007

Die National Statuary Hall ist ein Raum im United States Capitol in Washington, D.C., in dem Statuen von bekannten Amerikanern ausgestellt werden. Der Saal, auch als „Old Hall of the House“ gekannt, ist ein großer, zweistöckiger, halbrunder Raum mit einer großen Kuppel. Er befindet sich südlich der Rotunde. Die Halle war von 1807 bis 1857 der Versammlungssaal des Repräsentantenhauses der Vereinigten Staaten und ist nun der Hauptausstellungsraum der National Statuary Hall Collection.

## Beschreibung
Der Raum ist in der Form eines antiken Amphitheaters gebaut und ist eines der frühesten Beispiele neoklassizistischer Architektur in Amerika. Während die meisten Wandoberflächen aus bemalten Gips bestehen, sind die unteren Wände der Galerie und die Pilaster aus Sandstein. Rund um den Raum stehen kolossale Säulen aus buntem Brekzie-Marmor, der entlang des Potomac River abgebaut wurde. Die korinthischen Kapitell aus weißem Marmor wurden in Carrara (Italien) geschnitten. Ein Oberlicht in der feuerfesten Decke aus Gusseisen lässt natürliches Licht in die Halle. Der Boden ist mit schwarzem und weißem Marmor ausgelegt. Der schwarze Marmor wurde extra angeschafft, während es sich bei dem weißen Marmor um Reste der Erweiterungsmaßnahmen am Kapitol handelt.

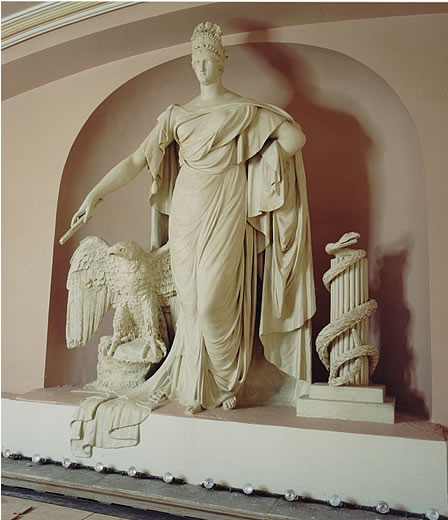
Liberty and Eagle

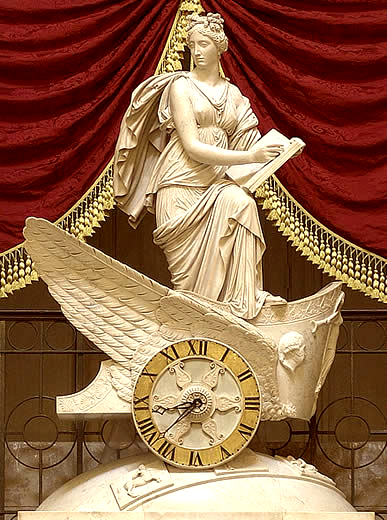
Carlo Franzonis 1810 geschaffene Skulptur mit eingebauter Uhr, Car of History

Nur zwei der vielen Statuen, die sich nun in der Halle befinden, waren ursprünglich für den Plenarsaal des Repräsentantenhauses in Auftrag gegeben worden. Enrico Causicis Gipsstatue Liberty and the Eagle überblickt die Halle von einer Nische hinter dem Podium des Sprechers des Repräsentantenhauses der Vereinigten Staaten. Der Adler aus Sandstein wurde von Giuseppe Valaperta geschnitzt. Über der Tür zur Rotund befindet sich Car of History von Carlo Franzoni. Diese neoklassizistische Marmorskulptur zeigt Klio, die Muse der Geschichte, die im Wagen der Zeit fährt und die Ereignisse unter sich notiert. Im Wagenrad befindet sich die Uhr, eine Arbeit von Simon Willard. Wenn man etwas südlich des Kronleuchters steht, kann man durch das Oberlicht die Statue of Freedom sehen.
Es wird berichtet, dass John Quincy Adams die Akustik des Raumes nutzte, um Gespräche auf der anderen Seite des Raumes zu belauschen. Dies kann man heute noch testen.

## Geschichte
Der Raum ist der zweite Plenarsaal und der dritte Versammlungsort des Repräsentantenhauses an diesem Ort. Zuvor versammelten sich die Mitglieder in einem gedrungenen, ovalen Gebäude, genannt „der Ofen“, das 1801 hastig errichtet wurde. Der erste permanente Plenarsaal, entworfen von Benjamin Henry Latrobe, wurde 1807 fertiggestellt. Er wurde 1814 zerstört, als die britischen Truppen während des Krieges von 1812 im Jahr 1814 das Kapitol niederbrannten. Die Halle wurde in ihrer jetzigen Form von Latrobe und seinem Nachfolger Charles Bulfinch zwischen 1815 und 1819 wieder aufgebaut. Allerdings fördert die glatte, gewölbte Decke störende Echos, die die Kommunikation erschweren. Verschiedene Versuche, die Akustik zu verbessern, so z. B. Vorhänge oder eine geänderte Sitzordnung, waren erfolglos. Die einzige Lösung für dieses Problem war der Bau eines neuen Plenarsaales, in dem die Debatten besser zu verstehen waren. 1850 wurde dieser neue Saal genehmigt und im Jahr 1857 zog das Repräsentantenhaus in den heutigen Plenarsaal im neuen Gebäudeflügel.
Viele wichtige Veranstaltungen fanden in diesem Raum statt, als er vom Repräsentantenhaus genutzt wurde. 1824 war der Marquis de Lafayette hier der erste ausländische Staatsbürger, der vor dem Kongress sprach. Die Präsidenten James Madison, James Monroe, John Quincy Adams, Andrew Jackson und Millard Fillmore wurden hier vereidigt. Besonders Adams wurde lange Zeit mit der Kammer verbunden. Bei der Präsidentschaftswahl 1824 konnte keiner der Kandidaten einer Mehrheit der Stimmen der Wahlmänner gewinnen. Nun war das Votum des Repräsentantenhauses entscheidend, das überraschend Adams wählte, der vier Jahre regierte. 1831 wurde er ins Repräsentantenhaus gewählt. Diesem gehörte er 17 Jahre bis zu seinem Tod an. Am 21. Februar 1848 erlitt er während einer Debatte einen Schlaganfall. Zwei Tage später starb er in seinem angrenzenden Büro.

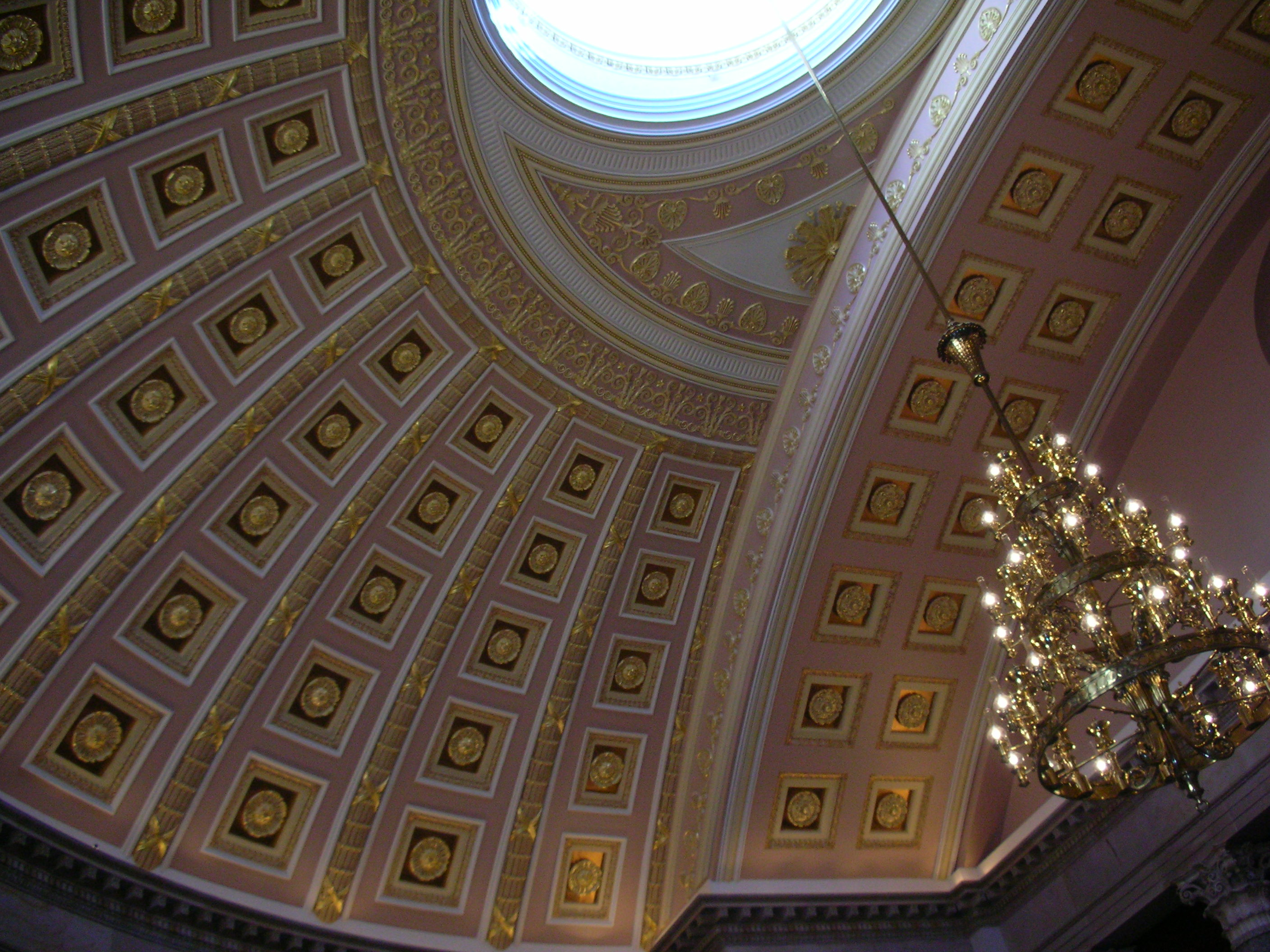
Die Kassettendecke in der National Statuary Hall

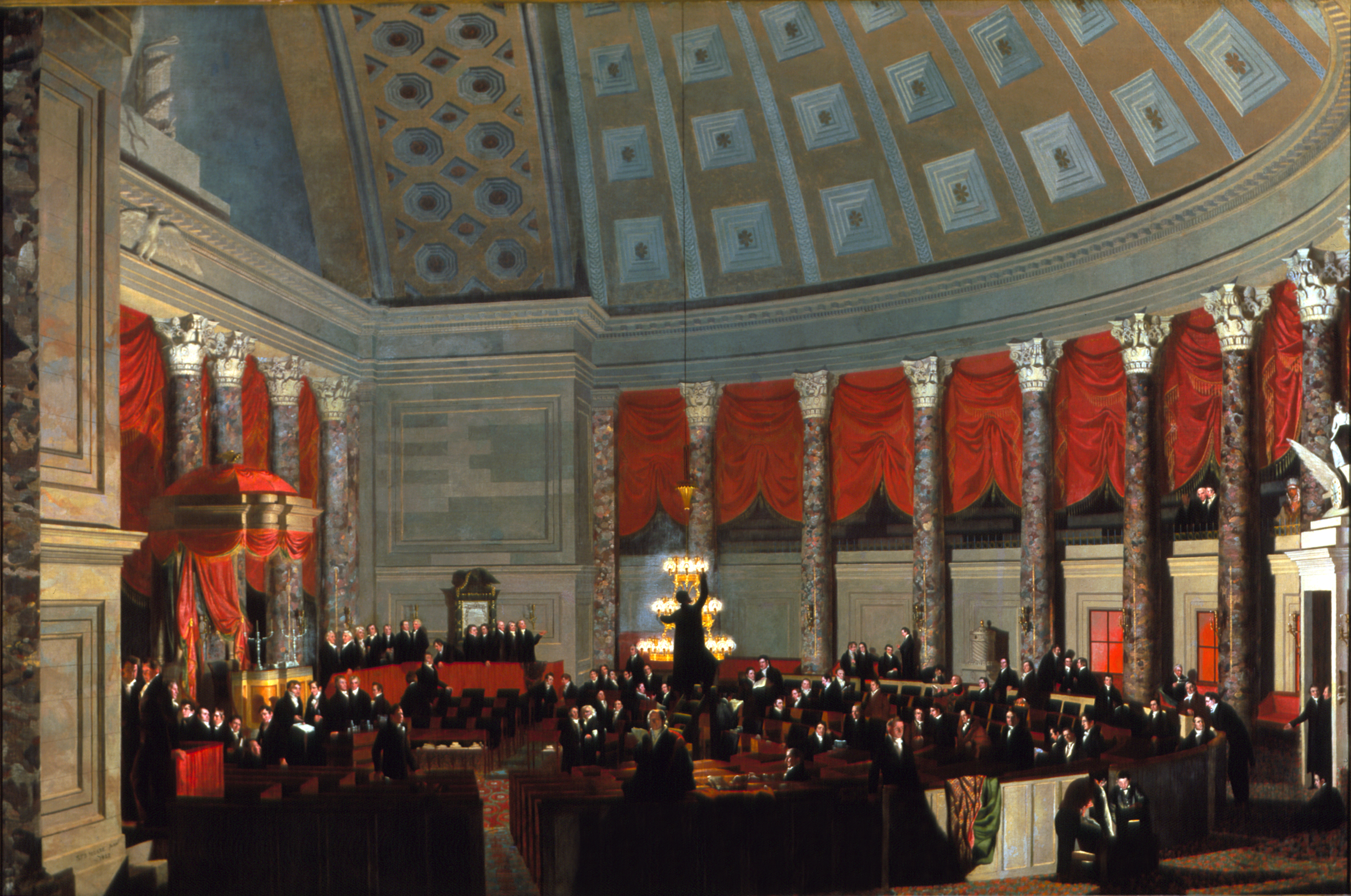
Das Gemälde House of Representatives von Samuel F. B. Morse aus dem Jahr 1823 zeigt eine Nachtsitzung im alten Plenarsaal

Das Schicksal des leerstehenden Raumes war lange Zeit ungewiss, obwohl zahlreiche Nutzungsvorschläge gemacht wurden. Die einfachste Lösung wäre eine Nutzung durch die Library of Congress gewesen, die sich noch im Kapitol befand. Drastischer war der Vorschlag, die ganze Halle abzureißen und durch zwei Etagen mit Ausschusszimmern zu ersetzen. Schließlich wurde die Nutzung des Raumes als Kunstgalerie genehmigt und Kunstwerke, die für die Anbauten des Kapitol vorgesehen waren, wurden dort ausgestellt. Dazu gehörte auch das Gipsmodell der Statue of Freedom, die später in Bronze für die Kuppel des Kapitols gegossen wurde. Da es nur wenig Wandfläche gab, konnten keine großen Gemälde aufgehängt werden. Der Raum schien jedoch geeignet, um Statuen auszustellen.
1864 lud der Kongress alle Bundesstaaten ein, zwei Statuen von prominenten Mitbürgern für die Ausstellung in dem Saal zu spenden. Der neue Name des Raumes war nun National Statuary Hall. Der Boden wurde eingeebnet und die noch heute zu sehenden Marmorfliesen wurden verlegt. Anfang des 20. Jahrhunderts wurde die ursprüngliche Holzdecke, deren Bemalung eine dreidimensionale Kassettendecke simulierte, gegen die heutige Decke ausgetauscht. Dadurch wurden die Meisten der früher störenden Echos beseitigt.
Die erste Statue wurde 1870 aufgestellt, 1971 hatten alle 50 Bundesstaaten mindestens eine Statue gestiftet und bis 1990 hatten 45 Bundesstaaten zwei Statuen gespendet. Zu Beginn standen alle Statuen in der National Statuary Hall. Mit der Zeit wuchs die Sammlung und wurde zu groß für den Raum. 1933 wurde die Aufstellung der Ausstellungsstücke im gesamten Kapitol durch den Kongress genehmigt. Heute befinden sich 38 Statuen in der National Statuary Hall.
1976 wurde der Raum für die Zweihundertjahrfeier teilweise renoviert. Zu dieser Zeit wurden die ursprünglichen Kamine aufgedeckt und Repliken der originalen Kamingesimse wurden angebracht. Reproduktionen der Kronleuchter, Wandlampen und roten Vorhänge wurden anhand des alten  Ölgemäldes The House of Representatives von Samuel F. B. Morse, gemalt 1822, angefertigt. Das Gemälde hängt nun in der Corcoran Gallery of Art. Im Boden wurden Bronzeplaketten zu Ehren der Präsidenten, die zu der Zeit im Repräsentantenhaus vertreten waren, als dieses hier tagte.
Heutzutage ist die Statuary Hall einer der meistbesuchten Räume des Kapitols. Er wird täglich von Hunderten von Besuchern besichtigt und auch weiterhin für feierliche Anlässe genutzt. Dazu gehören Veranstaltungen zu Ehren ausländischer Würdenträger und das Mittagessen, zu dem der Kongress alle vier Jahre den frisch vereidigten Präsidenten einlädt.

## Liste der Statuen

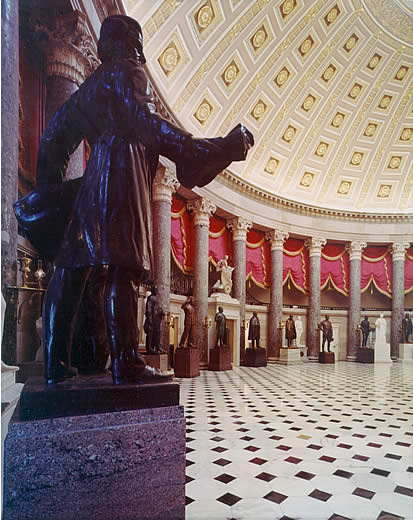
National Statuary Hall

Für die Liste der Statuen siehe National Statuary Hall Collection.